# Echinocereus papillosus
Echinocereus papillosus là một loài thực vật có hoa trong họ Cactaceae. Loài này được Linke ex C.F.Först. & Rümpler mô tả khoa học đầu tiên năm 1886.

## Hình ảnh

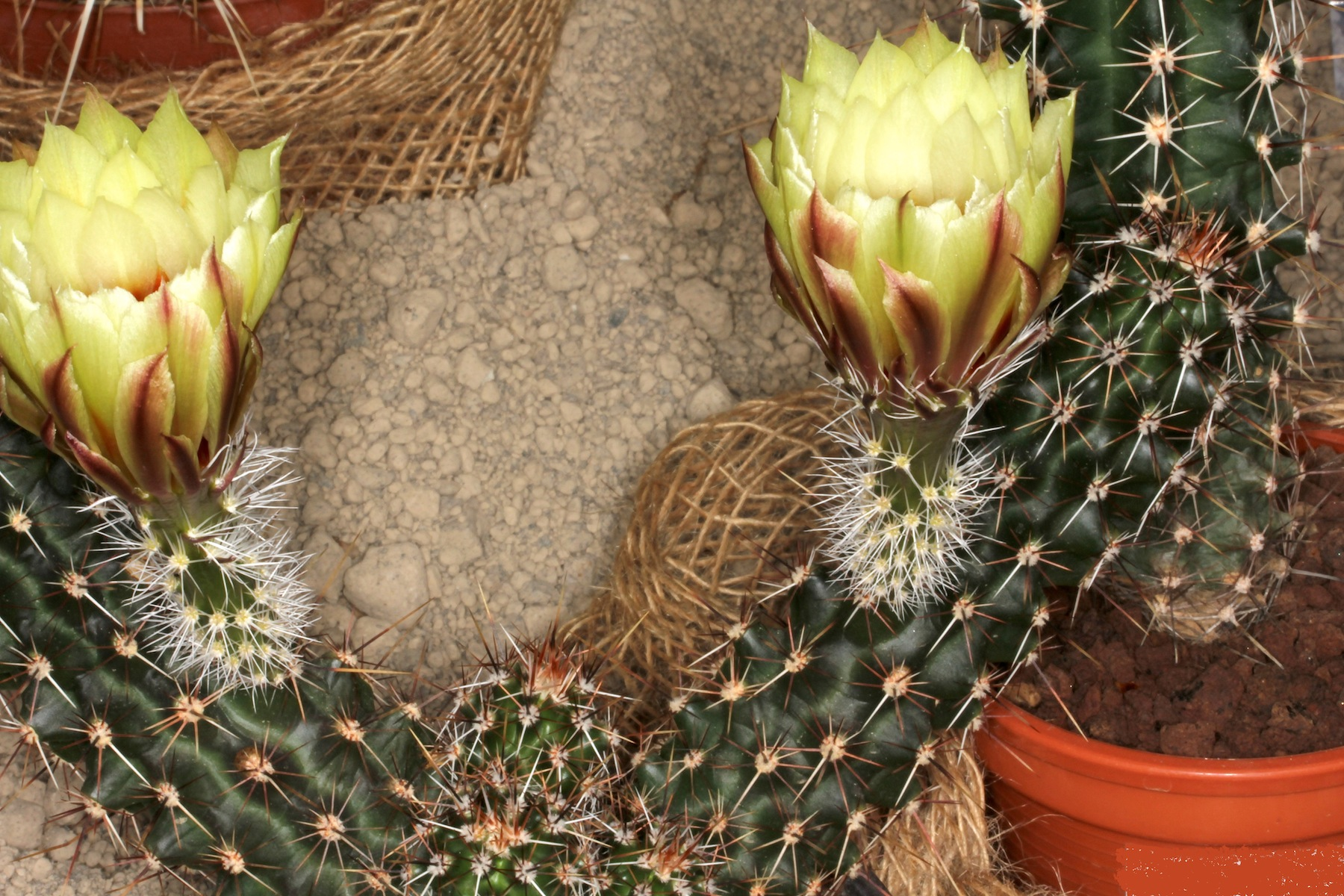